# Desa Pusakajaya Selatan
Desa Pusakajaya Selatan är en administrativ by i Indonesien.   Den ligger i provinsen Jawa Barat, i den västra delen av landet, 60 km öster om huvudstaden Jakarta.